# José Isidoro
José Isidoro Gómez Torres est un footballeur espagnol, né le 1er août 1986 à Pedrera. Il évolue au poste d'arrière droit.

## Palmarès
- Bétis Séville
  - Vainqueur de la Liga Adelante en 2011.